# Paul Hoffman (basket-ball)
Pour les articles homonymes, voir Paul Hoffman.
Paul James Hoffman, né le 12 avril 1925, décédé le 12 novembre 1998, à Baltimore, dans le Maryland, est un ancien joueur américain de basket-ball. Il évolue durant sa carrière aux postes d'arrière et d'ailier.

## Biographie
Après avoir joué avec les Boilermakers de l'Université Purdue, il est choisi en 41e position lors de la draft BAA de 1947 par les Huskies de Toronto. Il devient professionnel lors de la saison 1947-1948, rejoignant la franchise des Bullets de Baltimore, en Basketball Association of America, ancêtre de la National Basketball Association (NBA), puis dans cette dernière ligue. Après cinq saisons, il est recruté par les Knicks de New York lors de la draft de dispersion de novembre 1954. Le mois de janvier suivant, cette franchise le cède à la franchise des Warriors de Philadelphie où il termine sa carrière.

## Palmarès
- Champion BAA 1948